# Poison
Poison je americká rocková skupina, která vznikla v Mechanicsburg v Pensylvánii v roce 1983. Nejúspěšnější sestavu tvořil hlavní zpěvák a doprovodný kytarista Bret Michaels, bubeník Rikki Rockett, baskytarista Bobby Dall a hlavní kytarista C.C. DeVille. Skupina dosáhla obrovského komerčního úspěchu v polovině 80. až 90. let a prodala přes 40 milionů nahrávek a DVD po celém světě.
Skupina měla singl číslo jedna v žebříčku Billboard Hot 100 "Every Rose Has Its Thorn" a dalších 40 nejlepších singlů v 80. a 90. letech, včetně "Talk Dirty to Me", "I Won't Forget You", "Nothin' But a Good Time", "Fallen Angel", "Your Mama Don't thenskinny In Bop", "To Believing", "To BeRide" Wind“ a „Life Goes On.“ Průlomové debutové album kapely, multiplatinové Look What the Cat Draggged In, vyšlo v roce 1986, po něm následovalo Open Up and Say... Ahh!, které bylo v USA certifikováno jako 5× platinové. Jejich třetím po sobě jdoucím multiplatinovým albem bylo Flesh & Blood, které se stalo jejich nejprodávanějším albem. V 90. letech, po vydání prvního živého alba kapely, Swallow This Live, skupina zažila určité změny v sestavě a pád glam metalu a nástup grunge, ale čtvrté studiové album kapely, Native Tongue, stále dosáhlo zlatého statusu a první kompilační album skupiny, Poison's Greatest Hits: 1986–1996, získalo dvojnásobnou platinu.
Původní sestava se zreformovala na shledání největších hitů v roce 1999. Skupina začala rok 2000 vydáním alba Crack a Smile... and More!, po kterém následovalo album Power to the People. Album Hollyweird vydali v roce 2002 a v roce 2006 skupina oslavila své dvacetileté výročí turné a albem The Best of Poison: 20 Years of Rock, které bylo certifikováno jako zlaté a znamenalo návrat Poison do top 20 hitparád Billboard poprvé od roku 1993. Členové kapely vydali několik sólových alb a zahráli si v televizních reality show. Od svého debutu v roce 1986 vydali sedm studiových alb, čtyři živá alba, pět kompilačních alb a vydali 28 singlů do rádií. V roce 2012 je VH1 zařadila na 1. místo v jejich seznamu „Top 5 Hair Bands 80. let“.

## Diskografie

Logo skupiny

- Look What The Cat Dragged In (1986)
- Open Up and Say...Ahh! (1988)
- Flesh and Blood (1990)
- Swallow This Live (1991)
- Native Tongue (1993)
- Crack a Smile...And More! (2000)
- Power The People (2001)
- Hollyweird (2002)
- Poison 'D (2007)

## Členové

### Současní členové
- Bret Michaels – zpěv, harmonika a akustická kytara (1983–dosud)
- Rikki Rockett – bicí, perkuse (1983–dosud)
- Bobby Dall – baskytara, doprovodný zpěv (1983–dosud)
- C.C. DeVille – sólová kytara, doprovodný zpěv (1985–1991, 1996–2000, 2000-dosud)

### Hostující členové na turné
- Will Doughty – klávesy, piano, doprovodný zpěv (2007–dosud)

### Bývalí členové
- Matt Smith – sólová kytara, doprovodný zpěv (1983–1985)
- Richie Kotzen – sólová kytara, doprovodný zpěv (1991–1993)
- Blues Saraceno – sólová kytara, doprovodný zpěv (1993–1996)
- Tracii Guns – sólová kytara, doprovodný zpěv (2000)